# Rabot (Gand)
Pour les articles homonymes, voir Rabot (homonymie).
Le Rabot de la ville de Gand est une porte d'eau datant de 1491. 

## Situation
Il est situé sur le vieux canal intérieur de Gand appelé La Lieve. Le nom a été associé également aux tours qui contenaient le Rabot. 

## Origine du nom
Le nom rabot est dérivé du verbe français rabattre.

## Description

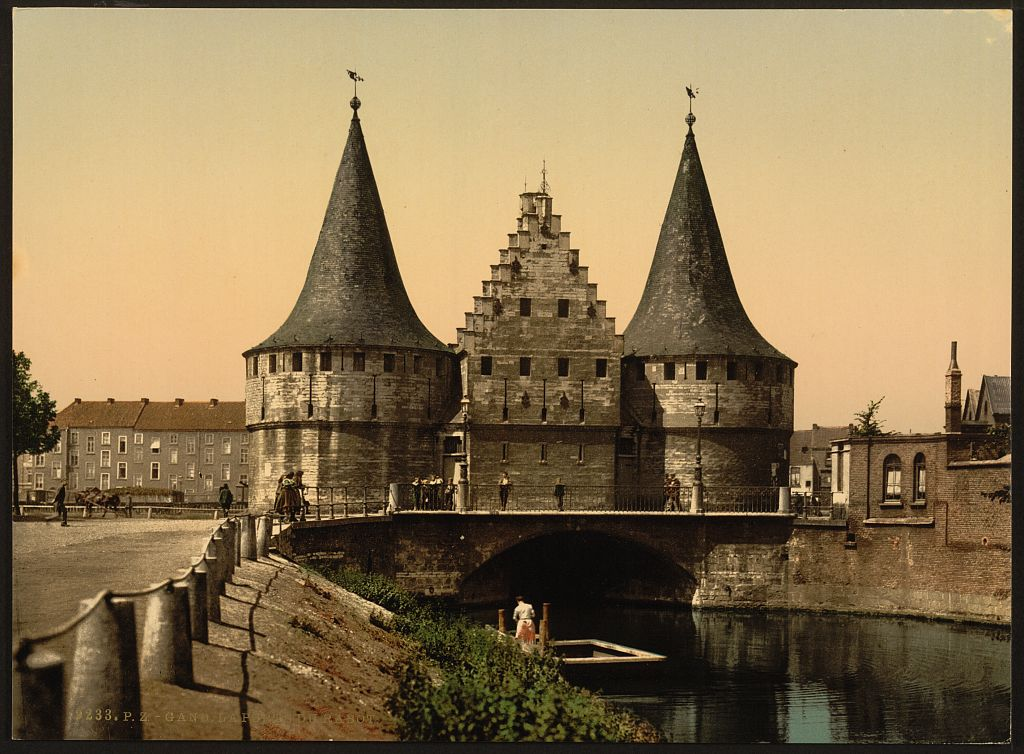
Le rabot à la fin du XIXe siècle.

Un Rabot ou Porte de Garde est une construction hydraulique antérieure à l'invention des écluses. 
En général, une porte de garde se constitue d'une paire de portes. Située à l'entrée d'un canal, elle permet, en fermant les portes, de protéger le canal contre la crue d'une rivière. Elle permet également, sur les biefs importants, d'isoler une partie du canal et d'éviter ainsi une vidange complète du bief en cas de rupture de digue.
Le système de fermeture qui était en bois dans le passé a également pour but de tenir constant le niveau de l'eau et permet ainsi de créer une différence de niveau entre deux sections d'une voie navigable. 

Avant la découverte des écluses, les bateaux devaient être tirés sur une pente inclinée ou bien déchargés puis rechargés dans un autre bateau situé à l'autre niveau par un système de levage.